# Gabi Tóth
Gabriella Tóth (Tapolca, 17 de enero de 1988) es una cantante húngara, más conocida como Gabi Tóth.
Se hizo conocida al participar en el programa de talentos Megasztár, donde obtuvo el tercer lugar de su segunda temporada. En los años siguientes, obtuvo gran popularidad en su país natal, convirtiéndose en una de las jurados de Faktor X entre 2013 y 2016.
Ha participado en dos ocasiones en A Dal, el concurso de selección de Hungría del representante nacional al Festival de la Canción de Eurovisión: en 2012 con el tema Nem Kell Végszó y en 2017 con Hosszú idők, tema interpretado junto a Freddie Shuman y Begi Lotfi.
Su hermana Vera Tóth es también cantante y fue la ganadora de la primera temporada de Megasztár.

## Discografía
- Fekete Virág (2005)
- Elég volt! (2010)